# Resurrección y descenso de Jesús al Limbo (Bartolomé Bermejo)
Resurrección y descenso de Jesús al Limbo son dos pinturas sobre tabla de Bartolomé Bermejo que actualmente forman parte de la colección permanente del Museo Nacional de Arte de Cataluña. El museo las adquirió en 1914. 

## Descripción
La «Resurrección» es uno de los cuatro compartimentos conservados de un retablo dedicado a Cristo, obra de Bartolomé Bermejo, pintor cordobés que desarrolló su labor conocida en la Corona de Aragón. La obra de Bermejo, caracterizada por un realismo carente de idealizaciones, incorpora algunas novedades de la pintura nórdica, como la utilización del óleo como aglutinante, que sustituye al temple de huevo. En este compartimento, Cristo sale del sepulcro ante la mirada de adoración de un ángel, mientras los soldados que vigilan la tumba quedan despavoridos por el milagro. En segundo término se ve a las tres Marías, que han salido de Jerusalén y caminan hacia el sepulcro con frascos de perfume para ungir el cuerpo de Cristo.